# Аполлон 11 (фільм, 1996)
«Аполлон 11» (англ. Apollo 11) — американський телевізійний фільм.

## Сюжет
Стурбовані тим, що росіяни захопили лідерство в космічній гонці керівники НАСА створюють тиск на всіх учасників програми «Аполлон», усвідомлюючи, що зайвий поспіх може призвести до страшної катастрофи.
Картина про те, який тиск відчували троє ключових астронавтів місії, їхні родини, а також технічний персонал проекту, який намагається в найкоротші терміни опрацювати всі можливі і неможливі варіанти розвитку подій.

## У ролях
- Кармен Ардженціано — Том Пейн
- Так Мілліган — Мартін Веллс
- Денніс Ліпском — Джордж Лоу
- Білл Меснік — Боб Гілрут
- Джек Конлі — Дік Слейтон
- Майкл Чіффо — доктор Чарльз Беррі
- Джеффрі Нордлінг — Ніл Армстронг
- Джеймс Паркс — людина в барі
- Барбара Віннері — Лола Морроу
- Венді Мелік — Пет Коллінз
- Джим Метцлер — Майкл Коллінз
- Саманта Деппер — Енні Коллінз
- Джейн Качмарек — Джен Армстронг
- Морін Мюллер — Джоан Олдрін
- Ксандер Берклі — Базз Олдрін
- Майкл Фейрмен — Едвін Олдрін молодший
- Вітні Рідбек — репортер 1
- Скотт Алан Сміт — репортер 2
- Стефані Ніжнік — репортер 3
- Девід Хассі — репортер 4
- Тоні Кальвіно — репортер 5
- Тед Реймі  — Стів Бейлс